# Bình duyệt
Bình duyệt (peer review) là một quá trình tự giám sát và đánh giá bởi một hội đồng chuyên gia hoặc là quá trình đánh giá có sự tham gia của các cá nhân uy tín trong lĩnh vực đó. Các phương pháp bình duyệt được sử dụng để đảm bảo chất lượng, nâng cao kết quả và tạo ra sự uy tín. Trong học thuật, bình duyệt thường được sử dụng để xác định một bài viết nghiên cứu có đủ khả năng để đăng lên tạp chí hay không.

## Quá trình
Trong trường hợp xét duyệt một bài báo có thích hợp để đăng hay không, thư ký tòa soạn sẽ gửi bản thảo của bài báo đó tới một số nhà nghiên cứu hoặc học giả, những người chuyên gia trong lĩnh vực của bài báo (được gọi là thành viên hội đồng bình duyệt hay người phản biện). Thông thường một bài báo có hai người phản biện.
Hai chuyên gia đó độc lập gửi lại một bản đánh giá về bài báo cho thư ký tòa soạn, đưa ra các nhận xét về ưu điểm; nhược điểm, vấn đề của bài báo, cái gì có thể cần khắc phục. Thông thường, tác giả bài báo sẽ được đọc các nhận xét này (tác giả sẽ không được biết ai phản biện). Thư ký tòa soạn, cũng phải là người hiểu biết về lĩnh vực của bài viết, mặc dù không sâu bằng các chuyên gia, sẽ đánh giá các nhận xét, nhận xét bổ sung và đưa ra kết luận gửi tới tác giả.
Thông thường, những người phản biện sẽ đưa ra nhận xét là: bài viết có thể được đăng, có thể được đăng sau khi sửa, từ chối nhưng khuyến khích hướng nghiên cứu nên tạo điều kiện nộp lại bài, hoàn toàn từ chối.
Tất cả các tạp chí uy tín trên thế giới đều là có bình duyệt. Bình duyệt đảm bảo tính khách quan, chất lượng bài viết, đảm bảo bài viết không sao chép ý tưởng của người khác, đảm bảo bài viết có đóng góp đáng kể cho nghiên cứu trong lĩnh vực đó. Các editor của các tạp chí thường là các giáo sư nổi tiếng của các trường đại học. Người được mời vào phản biện cũng là những chuyên gia trong các lĩnh vực. Hầu hết các học giả và các nhà nghiên cứu đều muốn làm người phản biện cho các tạp chí nổi tiếng, dù có hay không có thù lao.